# 페이지 구성의 황금률
페이지 구성의 황금률(canons of page construction)은 현존하는 도서의 신중한 측정과 당시 알려진 수학과 공학 방법, 중세 또는 르네상스 시대 책 디자인에 사용되었을 수 있는 원고 프레임워크 방법을 기반으로 역사적 재구성이다. 페이지를 보기 좋은 비율로 나눈다. 20세기에 대중화된 이후 이 카논은 책의 페이지 비율, 여백 및 활자 영역(인쇄 공간)이 구성되는 방식으로 현대의 책 디자인에 영향을 미쳤다.
책 페이지 구성에 대한 정경 또는 형식 법칙의 개념은 J. A. 반 데 그라프, 라울 로사리보, 한스 카이저 등의 작업을 기반으로 20세기 중반에서 후반에 얀 치홀트에 의해 대중화되었다. 치홀트는 다음과 같이 썼다. "비록 오늘날 대부분 잊혀졌지만 개선이 불가능한 방법과 규칙은 수세기 동안 개발되었다. 완벽한 책을 생산하려면 이러한 규칙을 생생하게 구현하고 적용해야 한다."라고 헨델 1998, 7쪽. 카이저의 1946년 "Ein harmonikaler Teilungskanon" 은 이전에 이러한 맥락에서 캐논이라는 용어를 사용했다.
타이포그래퍼와 책 디자이너는 오늘날까지 페이지 레이아웃, 표준화된 용지 크기의 가용성 및 다양한 유형의 상업적으로 인쇄된 책과 관련된 변형에서 이러한 원칙의 영향을 받는다.

## 같이 보기
- 책
- 페이지 레이아웃

## 추가 참고 도서 목록
- Elam, Kimberly (2001). 《Geometry of Design: Studies in Proportion and Composition》. Princeton Architectural Press. ISBN 978-1-56898-249-6.
- Luca Pacioli, De Divina Proportione (1509)
- Lehmann-Haupt, Hellmut (1931). 《Five Centuries of Book Design: A Survey of Styles in the Columbia Library》. Columbia University.
- Prieto, Ana Belén Sánchez (2012년 12월 26일). “La geometría del códice y su semiótica”. 《Eikón / Imago》 1 (2): 131–152. doi:10.5209/eiko.73354.

Raúl Rosarivo. Divina proporción tipográfica
- “Divina proporción tipográfica”. 《Rosarivo.com.ar》 (스페인어). 2010년 3월 18일에 원본 문서에서 보존된 문서.
- “La divina proporción tipográfica”. 《FabianCarreras.com.ar》 (스페인어). 2007년 10월 11일에 원본 문서에서 보존된 문서. (Brief discussion about his work)